# Crocidura fuscomurina
Crocidura fuscomurina là một loài động vật có vú trong họ Chuột chù, bộ Soricomorpha. Loài này được Heuglin mô tả năm 1865.